# Густаво Нунес
Густа́во Ну́нес Ферна́ндес Го́мес (порт. Gustavo Nunes Fernandes Gomes; нар. 20 листопада 2005) — бразильський футболіст, вінгер клубу «Брентфорд».

## Клубна кар'єра

### «Греміо»
Вихованець клубу «Греміо», до академії якого приєднався 2021 року у віці 15 років. 8 лютого 2024 року продовжив контракт з клубом до 2028 року.
11 лютого 2024 року дебютував в основному складі «Греміо» в матчі Чемпіонату Гаушу проти клубу «Сан-Луїс», вийшовши на заміну Жоната Роберту. 17 лютого в поєдинку проти «Санта-Круса» забив свій перший гол у професіональній кар'єрі. 9 квітня 2024 року в матчі проти чилійського «Уачипато» дебютував в Кубку Лібертадорес. 14 квітня 2024 року дебютував у Серії A поєдинку проти клубу «Васко да Гама», замінивши Єферсона Сотельдо. 16 червня в матчі проти «Ботафогу» вперше відзначився м'ячем в Серії A.

### «Брентфорд»
28 серпня 2024 року перейшов в англійський «Брентфорд», підписавши шестириічний контракт. Сума трансферу становила 10 млн фунтів стерлінгів, а з урахуванням бонусів може сягати 12 млн. 12 квітня 2025 року дебютував в основному складі «Брентфорда» в матчі Прем'єр-ліги проти «Арсенала», вийшовши на заміну Крістіану Нергору.

## Статистика виступів
Станом на 4 травня 2025
| Клуб              | Сезон             | Чемпіонат         | Чемпіонат | Чемпіонат | Чемпіонат штату | Чемпіонат штату | Кубок | Кубок | Кубок ліги | Кубок ліги | Контитентальні | Контитентальні | Інші  | Інші | Всього | Всього |
| Клуб              | Сезон             | Дивізіон          | Матчі     | Голи      | Матчі           | Голи            | Матчі | Голи  | Матчі      | Голи       | Матчі          | Голи           | Матчі | Голи | Матчі  | Голи   |
| ----------------- | ----------------- | ----------------- | --------- | --------- | --------------- | --------------- | ----- | ----- | ---------- | ---------- | -------------- | -------------- | ----- | ---- | ------ | ------ |
| Греміо            | 2024              | Серія A           | 20        | 3         | 10              | 1               | 3     | 1     | –          | –          | 7              | 2              | –     | –    | 40     | 7      |
| Брентфорд         | 2024–25           | Прем'єр-ліга      | 3         | 0         | –               | –               | 0     | 0     | 0          | 0          | 0              | 0              | –     | –    | 3      | 0      |
| Всього за кар'єру | Всього за кар'єру | Всього за кар'єру | 23        | 3         | 10              | 1               | 3     | 1     | 0          | 0          | 7              | 2              | 0     | 0    | 43     | 7      |

1. ↑  Матчі в Кубку Лібертадорес

## Досягнення
«Греміо»
- Переможець Чемпіонату Гаушу: 2024[12]